# Interestatal 495 (Capital Beltway)
La Interestatal 495 (abreviada I-495) es una Autopista Interestatal de 64 millas (103 km) de longitud que rodea la capital estadounidense de Washington D. C. y los suburbios de Maryland y Virginia. La I-495 es muy conocida como Capital Beltway o simplemente como Beltway, especialmente cuando el contexto de Washington D. C. es muy claro. Es la frase básica del "inside the Beltway", usado para asuntos políticos del gobierno. La Interestatal 95 usa la mitad del extremo sur y oriental de Capital Beltway para circunvalar a Washington D. C., y conectarse con la Interestatal 495 a lo largo de la ruta.
La carretera de circunvalación rodea Virginia y Maryland, pero también cruza brevemente por el Distrito de Columbia sobre el río Potomac en el Puente Woodrow Wilson. También hay un ramal del Beltway en Maryland. El Cabin John Parkway, una pequeña conexión entre la I-495 y en el Clara Barton Parkway cerca de los límites entre Maryland-Virginia, es considerada un ramal interestatal por la Administración Estatal de Autopistas de Maryland, y está designada como la I-495X. La carretera de circunvalación pasa por los condados de Maryland de condado de Prince George y el  condado de Montgomery, el condado de Virginia de condado de Fairfax y la  ciudad independiente de Alejandría.